# Tschelentsy
Tschelentsy (hornolužickosrbsky Ćeleńc) je vrch o nadmořské výšce 366 m na území hornolužické obce Doberschau-Gaußig (místní část Gnaschwitz) v zemském okrese Budyšín v Sasku.

## Název
Pojmenování vrchu pochází z hornolužické srbštiny a je odvozeno od slova ćelo (česky tele), protože vrch sloužil jako pastvina pro telata.

## Charakteristika
Vrch leží v německé části Šluknovské pahorkatiny (Lausitzer Bergland) a její mesogeochoře Severní hornolužická vrchovina (Nördliches Oberlausitzer Bergland). Geologické podloží tvoří lužický granodiorit, který při západním úpatí střídá granodiorit dvojslídý. Převažujícím půdním typem je podzolová kambizem, kterou doplňuje na západě parakambizem. V severní části kopce pramení potoky Weißnaußlitzer Wasser a Techritzbach, které náleží k povodí Sprévy, jižní část vrchu náleží k povodí Černého Halštrova. Celý vrch tak patří k povodí Labe a k úmoří Severního moře. Vrcholová část je zalesněna převážně jehličnatým lesem, nižší partie svahů mají zemědělské využití. Vrch leží v chráněné krajinné oblasti Oberlausitzer Bergland. Přes jižní až severozápadní svahy vede červeně značená turistická trasa.